# Jakob (apostel)
Aposteln Jakob (Jakob, Sebedaios son), död 44 e.Kr., var en av Jesu tolv apostlar, bror till Johannes Evangelisten. Han kallas även Jakob den äldre för att skilja honom från Jakob den yngre, det vill säga Jakob, Alfeus son. På spanska kallas han Santiago.
Jakob avrättades under Herodes Agrippa I (Apostlagärningarna 12:2) och var den förste av apostlarna som led martyrdöden. Enligt en medeltida tradition skall Jakobs kropp mirakulöst ha blivit förd till Santiago de Compostela i Spanien.
Jakob är Spaniens skyddshelgon. Hans bild användes som en enande symbol vid reconquista, den period när olika kristna kungar erövrade den iberiska halvön från kalifatet under medeltiden. Han vördas som helgon inom Romersk-katolska kyrkan med festdag 25 juli. Han räknas också som pilgrimernas skyddshelgon.
Särskild uppmärksamhet och vördnad ägnas Jakob i Santiago de Compostela, dit flera miljoner pilgrimer varje år vandrar via Jakobsleden.

## Sankt Jakob-kyrkor i Norden under medeltiden

### Danmark
- Sankt Ibbs gamla kyrka på Ven (i  medeltidens Danmark)
- Sankt Ibs Kirke, Svaneke, Bornholm
- Sankt Jacobi Kirke i Varde på Jylland
- Sankt Ibs Kirke i Roskilde på Själland
- Sankt Ibs Kirke i Sölvesborg i Blekinge (i medeltidens Danmark, ej bevarad)

### Finland
- Rimito kyrka i Egentliga Finland.
- Sankt Jakobs kyrka i Pemar i Egentliga Finland. Den nuvarande kyrkan från 1928 är uppkallad efter en medeltida föregångare.
- Sankt Jakobs kapell i Hietamäki by i Virmo i Egentliga Finland (ej bevarat)
- Pyhämaa offerkyrka Sankt Jakob i Nystad i Egentliga Finland
- Sankt Jakobs kapell på Brändö, Åland. Den nuvarande kyrkan från 1893 är uppkallad efter en medeltida föregångare.
- Sankt Jakobs kapell i Nummis låg ursprungligen i Lojo storsocken i Nyland (ej bevarat)
- Birkala kyrka i Birkala i Birkaland
- Rengo kyrka i Egentliga Tavastland
- Sankta Annas och Sankt Jakobs kapell i Ilmola i Österbotten

### Norge
- Nordnes kyrka i Bergen i Hordaland fylke
- Bårnerkjer kyrka i Bergen i Hordaland fylke
- Eidfjord kyrka i Hordaland fylke

### Sverige
- Sankt Jakobs kyrka på Norrmalm i Stockholm. Revs 1527 men ersattes av den nuvarande år 1643.
- Sankt Jakobs kapell i Söderköping i Östergötland invigdes 1455
- Sankt Jakobs kyrkoruin i Visby på Gotland
- Riala kyrka i Roslagen